# Apristurus manis
Apristurus manis és un peix de la família dels esciliorrínids i de l'ordre dels carcariniformes.

## Morfologia
Els mascles poden arribar als 85 cm de longitud total i les femelles als 76.

## Reproducció
És ovípar.

## Distribució geogràfica
Es troba a les costes d'Irlanda, Sud-àfrica, Massachusetts (Estats Units) i, possiblement també, a Mauritània.